# 아저씨 구문
아저씨 구문(일본어: おじさん構文)은 라인 등의 SNS에서 사용되는 일본 중년 남성 특유의 표현이나 메시지 형식이다.
아저씨 구문이라는 명칭은 2017년 4월에 트위터에 게시된 '아저씨가 되어가자 강좌'라는 글에서 유래되었으며, 중년 남성과 같은 라인 문장을 소개한 트윗에서 비롯되었다. 아저씨 구문은 산세이도 사전의 선정 위원이 선정하는 올해의 신어 2022 베스트 10에서, 아저씨 구문을 대표로 하는 형태인 ○○구문이 2위에 선정되었다.

## 예문
〇〇찬, 좋은 아침❗😚오늘 도시락이 맛있어서, 〇〇찬도 함께 먹어버리고 싶어~😍💕（웃음）✋농담이야😃💗
수고했어~٩(ˊᗜˋ*)و🎵오늘은 어떤 하루였어?😘❗❓나는, 정말 걱정돼(._.)😱💦😰 그럴 때는, 맛있는 거🍗🤤먹고, 기운 내야지😆

## 특징

### 문체
아저씨 구문은 이모티콘의 과도한 사용과 남용되는 가타카나와 구두점이 두드러진 특징이다. 이모티콘의 과도한 사용은 상대와 친하게 지내고 싶다는 속셈이 동반되며, 읽는 사람에게 불쾌감을 준다고 여겨진다.
또한 이모지, 이모티콘, 느낌표, 물음표 등의 문장 부호가 남용된다. 또한, 쉼표를 과도하게 사용하며, 부자연스러운 위치에 사용된다. 땀을 흘린 얼굴이나 땀의 이모티콘, 얼굴 이모티콘(😅·💦·σ(^_^ ;) 등)이 자주 보이며, 느낌표나 물음표는 '!' 대신 이모티콘의 '‼️', '⁉️' 등이 선호된다. 그리고 문장의 끝이나 문장 내에서 명사나 인사 등이 일부 가타카나로 표기된다. 이모티콘, 줄 바꿈의 잦음, 내용의 장황함 등이 어우러져 젊은이가 매우 읽기 어려운 문장으로 되어 있다.
상대방과 친하게 대화하고 싶은 마음에 '찬'을 붙여 이름을 부르며, 갑자기 이름을 반말로 부를 때도 있다. 또한, 상대방의 강한 거절이나 성희롱에 대한 고발을 예방하기 위해 '농담이었다' 등을 붙이기도 한다.

### 내용
상대방과 친해지고 싶은 욕망이 있기 때문에, 대부분의 내용이 일방적으로 거리를 좁히려는 내용이다. 예를 들어, 상사가 직원에게 SNS로 지시를 내릴 때, 다른 의도 없이 불필요한 이모티콘을 사용하게 되어 결과적으로 아저씨 구문이 되는 경우가 있다.
너무 지나치게 친한 척하거나 엉뚱한 내용으로 칭찬하는 등, 읽는 사람에게 불쾌감을 주는 내용이 많다. 또한, 상대방과의 거리를 좁히기 위해 일방적으로 메시지를 여러 번 보낸다거나, 상대방이 거절해도 '불평을 들어주겠다' 등의 명목으로 대화를 시도하거나 만나자고 하는 경우도 있다.